# Gotthard-Express
Als Gotthard-Express wurden hochwertige Fernzüge der Gotthardbahn-Gesellschaft (GB) bezeichnet, die ab 1897 zwischen Basel und Mailand verkehrten. Nach der Verstaatlichung der Gotthardbahn verkehrten die Züge noch bis 1911, bevor die Fernverkehrsverbindungen über den Gotthard neu gestaltet wurden.

## Geschichte

### Vorläufer
Bereits bei der Eröffnung der Gotthardbahn im Jahre 1882 wurden ein Tages- und ein Nachtschnellzugpaar angeboten, die für die Strecke Basel–Mailand 12½ Stunden brauchten. Der Anschluss aus Zürich wurde in Rotkreuz an den Tagesschnellzug vermittelt, wobei der Anschlusszug der Schweizerischen Nordostbahn (NOB) mit den Kurswagen aus Romanshorn über Zürich und die Bahnstrecke durchs Säuliamt verkehrte, denn die Bahnstrecken Thalwil–Zug und Zug–Arth-Goldau waren noch nicht eröffnet. Besonders zu erwähnen ist, dass der Bahnhof Zug nicht bedient wurde, denn die Anschlusszüge fuhren über die Verbindungskurve Sumpf direkt nach Rotkreuz.
Die Wagen für die Gotthardschnellzüge stammten von den beteiligten Bahnen GB, SCB, NOB und Alta Italia, wobei die Alta Italia eine Abteilwagen-Komposition für einen der Nachtschnellzüge stellte. Alle Züge führten Schlafwagen und waren mit Gasbeleuchtung nach Pintsch sowie Hardy-Saugluftbremse ausgerüstet.
Während dem Sommer 1883 verkehrte erstmals ein Luxuszug, der nur Wagen der 1. Klasse führte. Er verband Luzern und Mailand, wobei die NOB einen Anschlusszug aus Zürich führte. Dem Projekt war wegen zu wenigen Fahrgästen kein Erfolg beschieden, sodass der Zug im nächsten Sommer nicht mehr verkehrte.
Im Sommer 1886 fuhren erstmals die internationale Züge Nr. 3 und 10, die nur Wagen 1. und 2. Klasse führten. Die NOB führte einen Anschlusszug zu den als Gotthardexpress bezeichneten Zügen. Sie verkehrten ab Sommer 1887 ganzjährig, und verloren ab Sommerfahrplan 1888 die 2. Wagenklasse. Die Züge wurden dadurch leichter und konnten damit die Fahrzeiten verkürzen. Mit Einführung des Sommerfahrplans 1891 erhielten alle Züge der Gotthardbahn neue Nummern, womit die Expresszüge die Nummern 41 und 58 erhielten.
Im Sommerfahrplan 1892 benötigte der Tagesschnellzug ab Basel nach Mailand noch 10 Stunden und 23 Minuten. Nach dem Halt in Rotkreuz hielt er im Sommerfahrplan in Flüelen, bevor in Erstfeld die Vorspannlokomotive zum Befahren der Nordrampe der Gotthardstrecke beigestellt wurde. In Göschenen wurde während dem Suppenhalt von 20 Minuten ein Mittagsimbiss auf dem Perron serviert und die zusätzliche Lokomotive weggestellt. Weitere Halte wurden in Biasca, Bellinzona und Lugano eingelegt, bevor die Schweizer Grenze bei Chiasso erreicht wurde. Die Zollabfertigung dauerte 40 Minuten, danach ging die Reise über Como nach Mailand weiter.

### Neue Fahrzeuge, neue Züge, neue Strecke
Auf den Fahrplan 1897 gab es grössere Umstellungen, welche die Fahrzeit der Expresszüge um zwei Stunden verkürzten, sodass sie zwischen Basel und Mailand nur noch acht Stunden statt zehn Stunden unterwegs waren. Verschiedene Massnahmen führten zu den kürzeren Fahrzeiten. So wurde der Zug mit den neuen stärkeren A 3/5-Schlepptender-Lokomotiven bespannt, was eine höhere Streckengeschwindigkeit ermöglichte, und der Laufweg durch die neu eröffnete direktere Strecke Luzern–Immensee gekürzt. Weil der Zug fortan einen Speisewagen führte, konnten die Suppenhalte in Göschenen für den südwärtsfahrenden Zug und Bellinzona für den nordwärtsfahrenden Zug entfallen, ebenso kürzte die Zollabfertigung im fahrenden Zug der Grenzaufenthalt in Chiasso.

### Gotthard-Express der CIWL
Kurzzeitig verkehrte 1911 nach Einstellung der als Tageszüge gefahrenen Expresszüge der früheren Gotthardbahn-Gesellschaft zwischen Mai und November als Gotthard-Express ein Luxuszug der Compagnie Internationale des Wagons-Lits (CIWL) als Nachtzug mit dem Laufweg Berlin–Frankfurt–Basel–Luzern–Mailand–Genua. Wie bei Luxuszügen der CIWL üblich bestand der Zug aus einem Speisewagen, Schlafwagen und Gepäckwagen. Er erhielt im deutschen Abschnitt die Fahrplanlage und Zugnummern des Riviera-Express (L 19/20), der nur im Winter verkehrte. Der Zug erwies sich für die CIWL jedoch als Misserfolg, lediglich fünf bis sechs Fahrgäste hatten im Sommer 1911 den Zug im Durchschnitt benutzt. Der Verlust belief sich auf rund eine halbe Mio. Francs. Sie beantragte daher den Verzicht auf eine Fortführung ab Sommer 1912, dem alle beteiligten Eisenbahngesellschaften zustimmten.

## Laufweg
Die Züge verkehrten zwischen Basel und Mailand mit Halten in Luzern, Arth-Goldau, Bellinzona, Lugano und Como. Im Sommer wurde auch Flüelen bedient. Die südwärts fahrenden Züge hielten zusätzlich in Erstfeld, wo die Vorspann- und, wenn nötig, Schiebelokomotive beigestellt wurden. In Göschenen wurden die zusätzlichen Lokomotiven weggestellt. In der Nordrichtung wurde der Halt in Erstfeld weggelassen. Der Tageszug von Mailand hielt in Bellinzona für das Mittagessen.
Es waren drei Zugpaare im Einsatz, der schnellste Zug legte die Strecke von Basel nach Mailand in acht Stunden zurück, von Luzern nach Mailand in sechs Stunden.
Den Zügen wurden internationale Kurswagen beigegeben, die im Norden von Berlin sowohl über Stuttgart–Zürich–Arth-Goldau, wie auch über den Laufweg Frankfurt–Basel zum Gotthard-Express gelangten. Die über Frankfurt laufenden Kurswagen liefen über die linke und die rechte Strecke entlang des Rheins, sodass Strassburg und Heidelberg bedient wurde. Weitere Kurswagen kamen aus Paris, aus Amsterdam und aus München.
Südlich der Alpen endeten die meisten Kurswagen in Mailand, einzig die Kurswagen aus Berlin über Strassburg liefen teilweise bis Venedig durch. Kurswagen aus Frankfurt verkehrten über Genua bis Ventimiglia an der französischen Grenze.

## Wagen

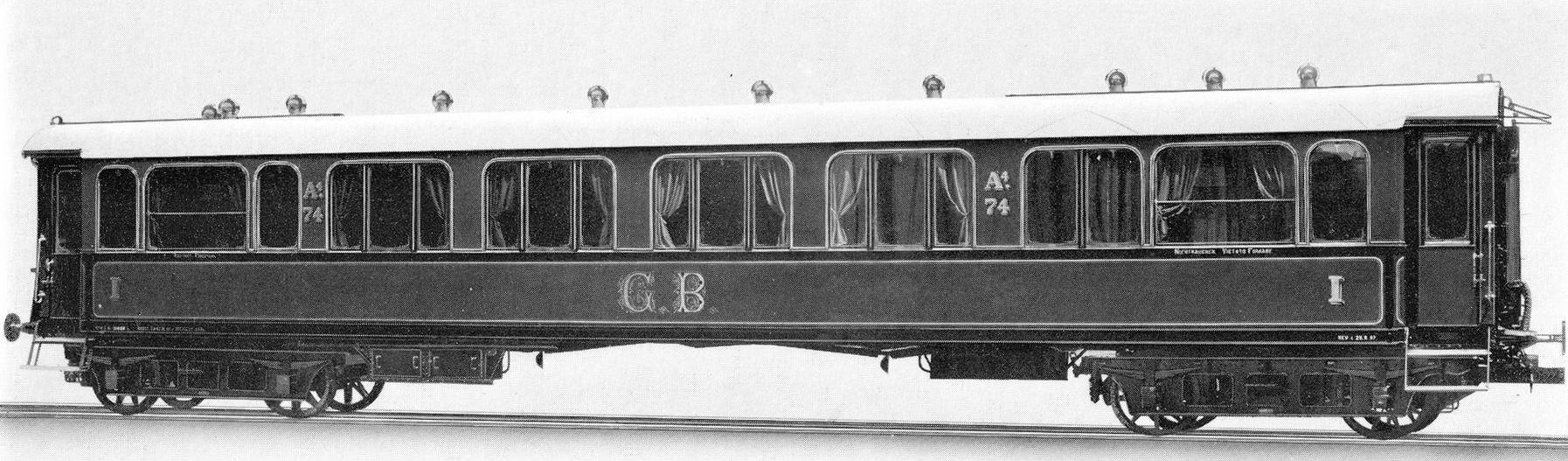
Wagen der Reihe 71–80 des Gotthard-Express

Für die Gotthard-Express-Züge wurden 1897 Ganzstahlwagen von Van der Zypen & Charlier in Köln-Deutz bestellt. Sie waren die ersten Ganzstahl-Personenwagen in Europa und setzten neue Massstäbe bezüglich Reisekomfort. Die dreiteiligen Fenster ermöglichten eine gute Aussicht auf die Landschaft. Geschlossene Faltenbälge schützen die Wagenübergänge, weiter hatten die Wagen eine elektrische Beleuchtung. Nach den heutigen Erkenntnissen waren die Wagen blau lackiert, nicht braun, obwohl das auf einigen kolorierten Postkarten so zu sehen ist.
Jeder Zug bestand aus zwei Wagen 1. Klasse (Gattung A4ü, Nr. 71–80), einem gemischten 1./2.-Klasswagen und einem Wagen 2. Klasse (Gattung B4ü, Nr. 501–511). Im ganzen standen fünf Kompositionen zur Verfügung, drei davon hatten zusätzlich einen Gepäck- und Postwagen (Gattung FZ4ü, Nr. 1651–1653). Ab 1898 standen auch Wagen der 3. Klasse (Gattung C4ü, Nr. 1251–1262) zur Verfügung.